# Affibbiature
Affibbiature è un termine utilizzato in araldica per indicare le griglie che decorano la visiera degli elmi posti come timbro sullo scudo.
Nella consuetudine araldica il numero e la natura delle affibbiature è strettamente collegato al livello di nobiltà espresso dall'elmo (e dalla corona ad esso collegata):
- duca e marchese: 11 affibbiature d'oro sull'elmo d'argento
- conte: 9 affibbiature d'oro
- barone e visconte: 7 affibbiature d'oro
- gentiluomo e cavaliere antico: 5 affibbiature d'argento sull'elmo d'acciaio
- nobile moderno: 3 affibbiature d'acciaio.

Nelle immagini seguenti il numero delle affibbiature non corrisponde allo standard dell'araldica franco-italiana.

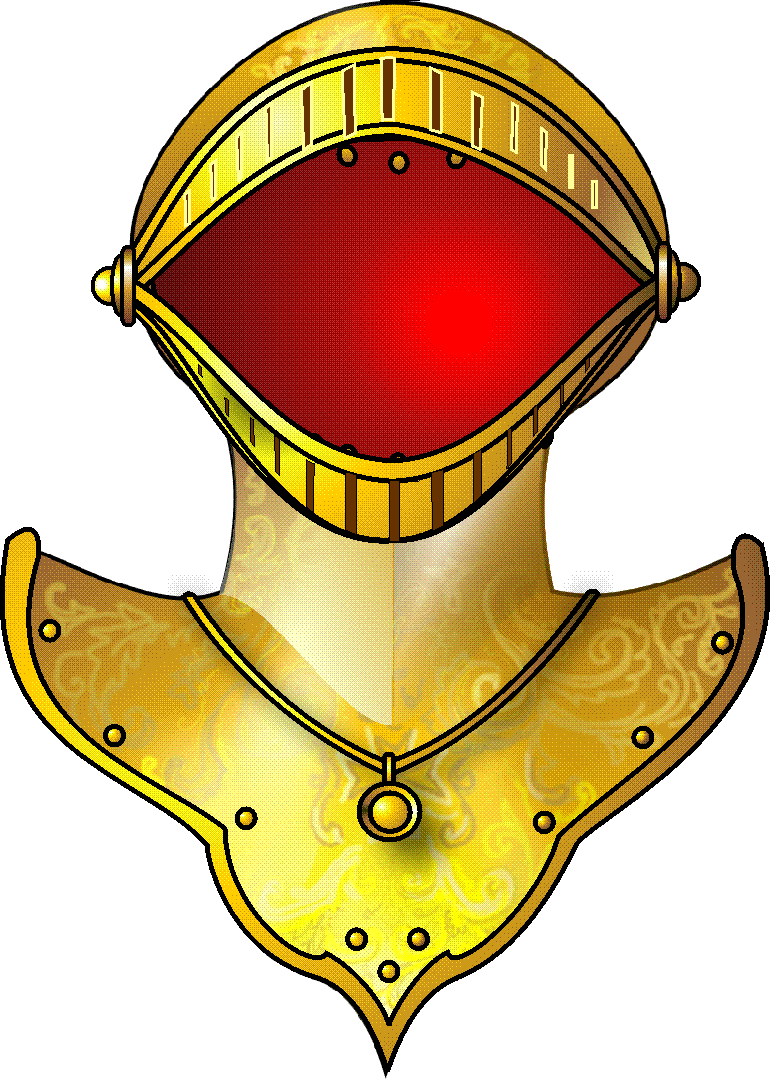
elmo di principe di sangue reale
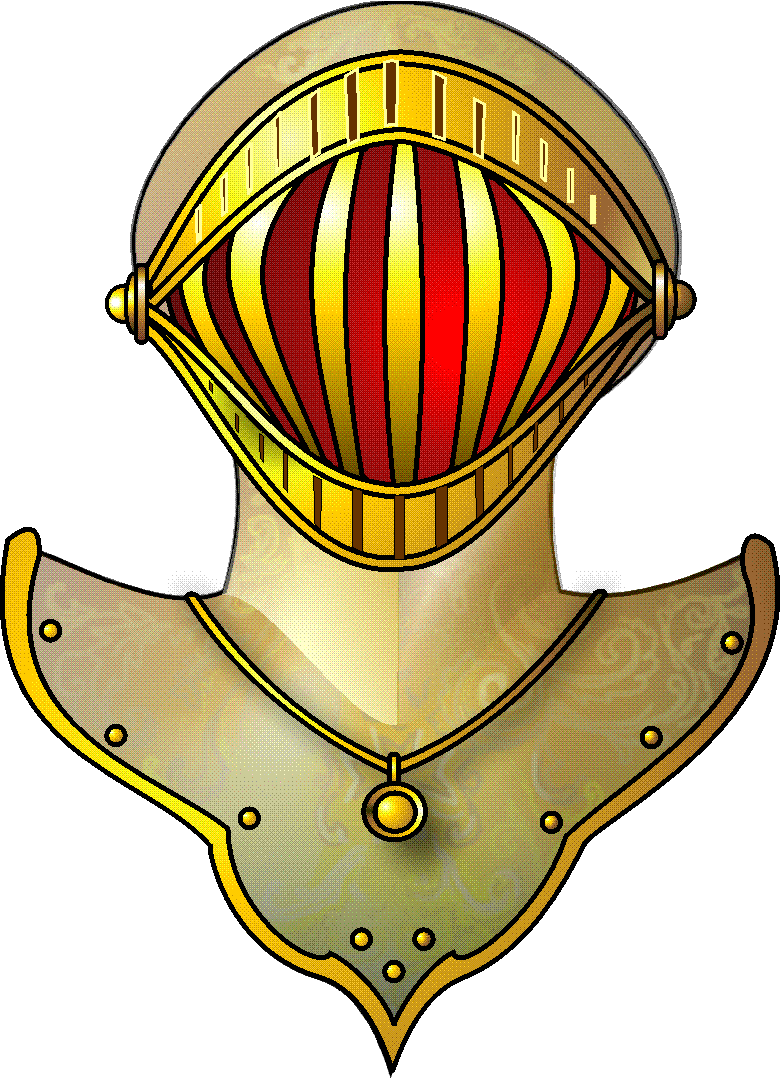
elmo di principe
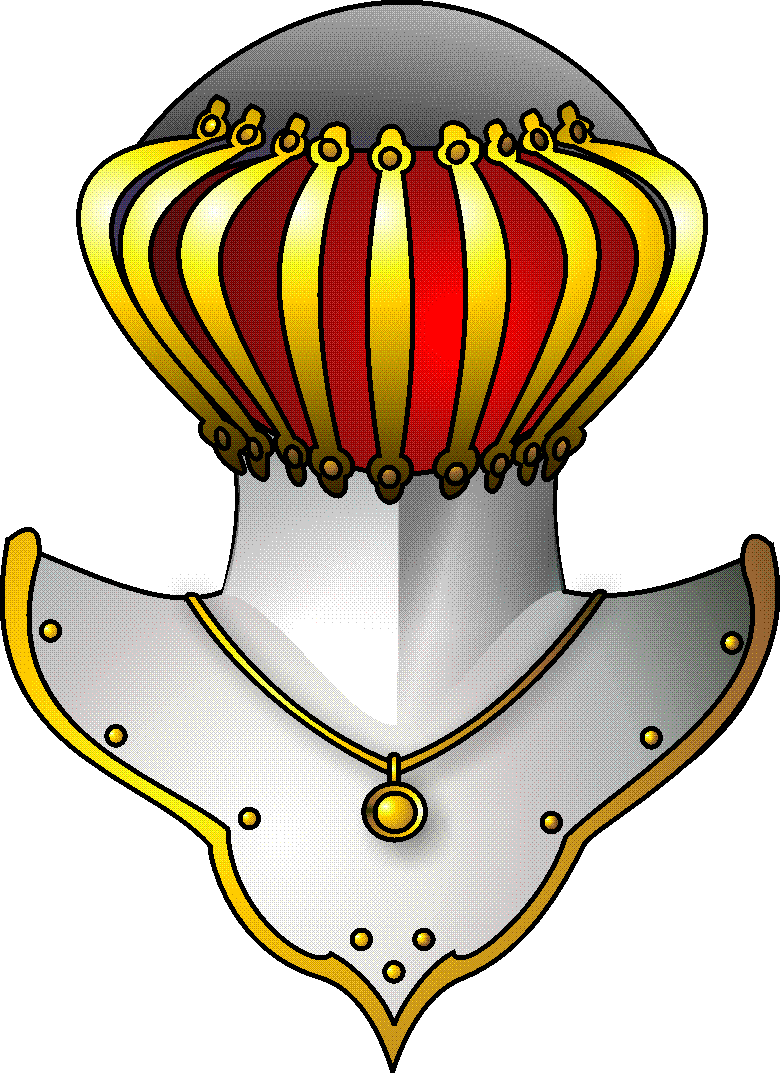
elmo di duca
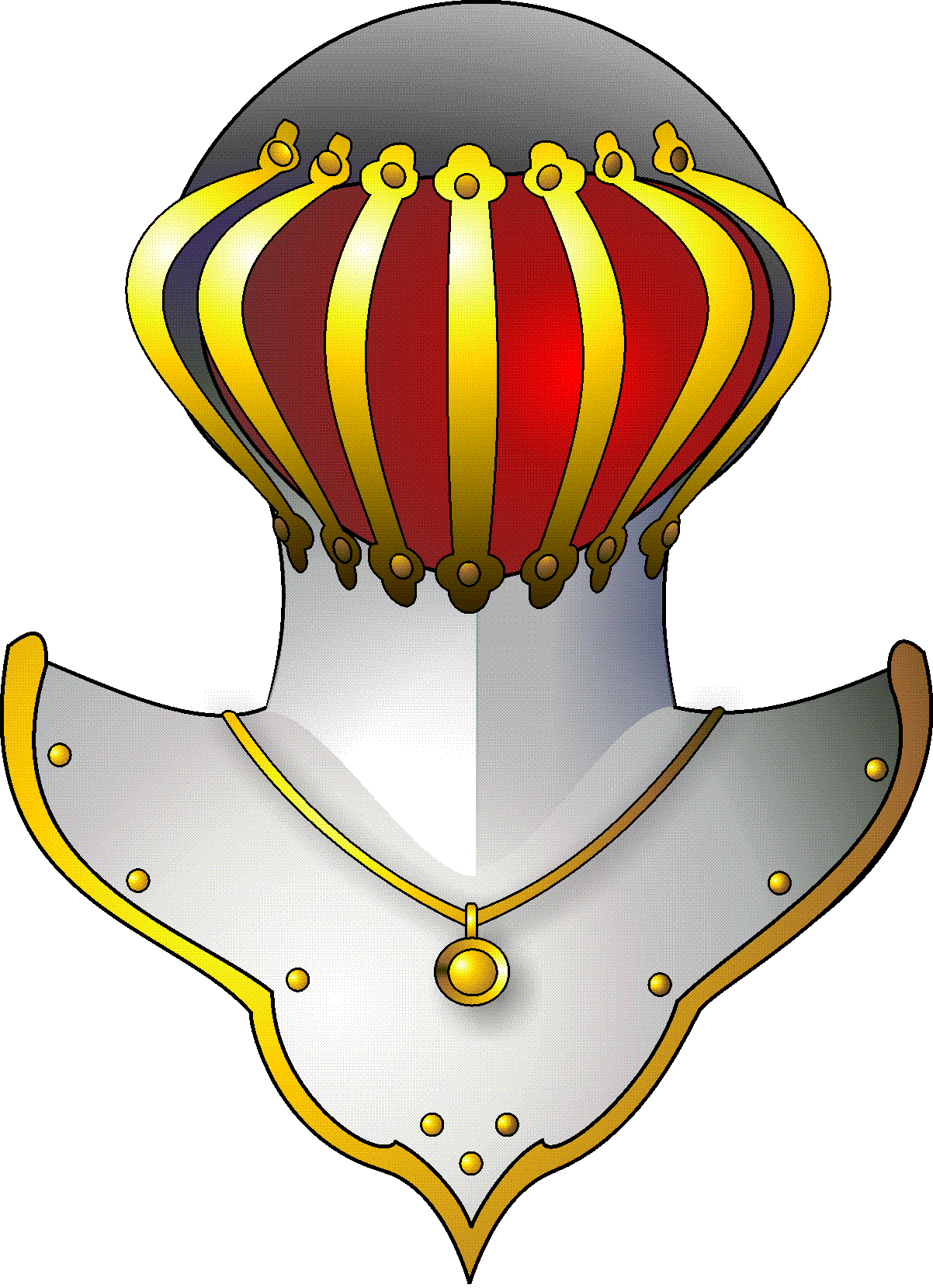
elmo di marchese
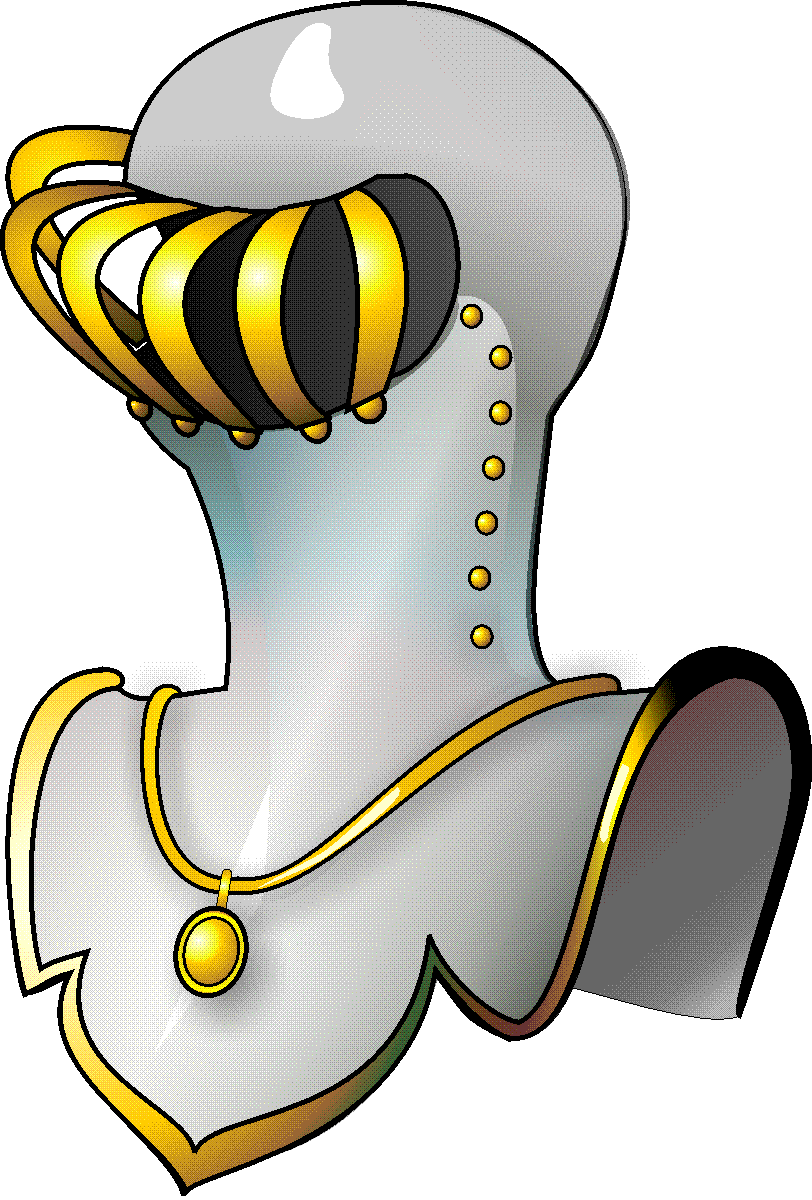
elmo di conte
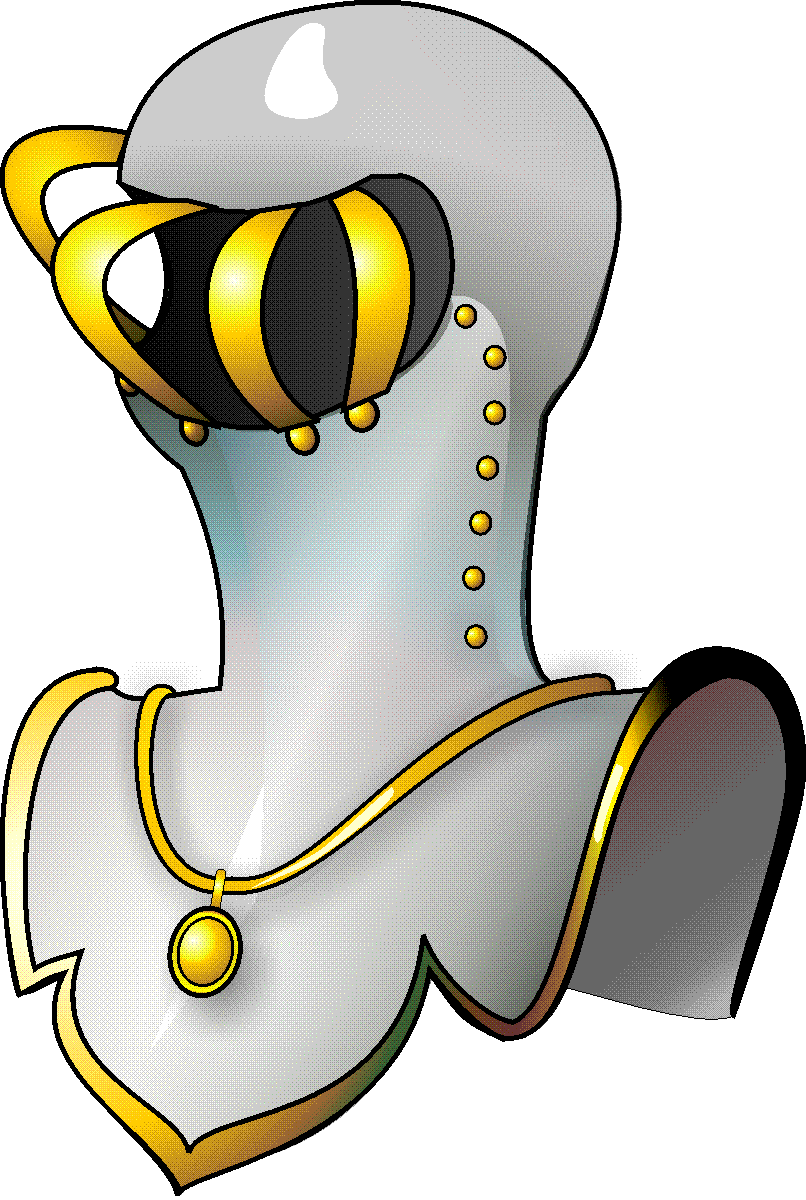
elmo di barone
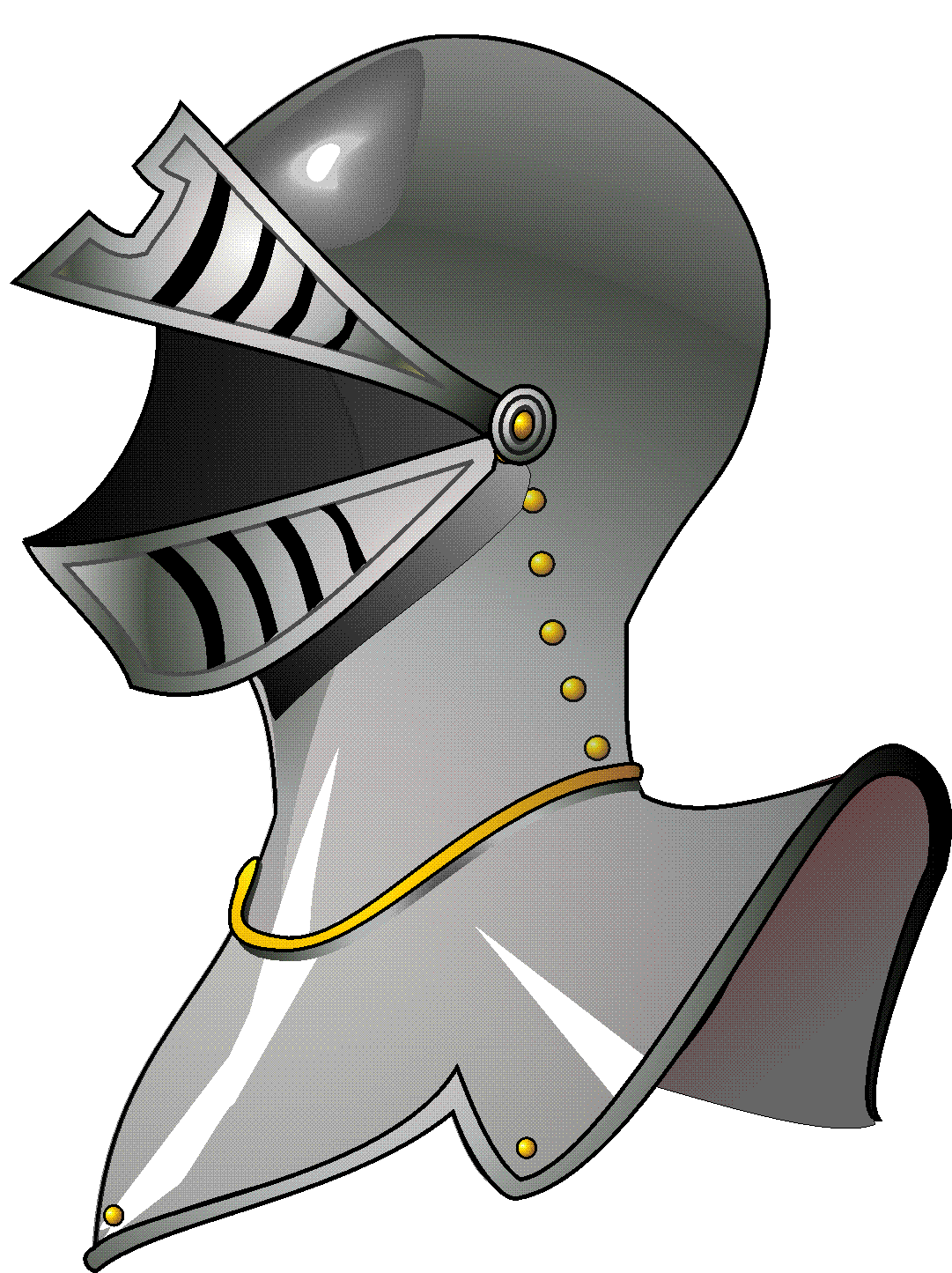
elmo di scudiero
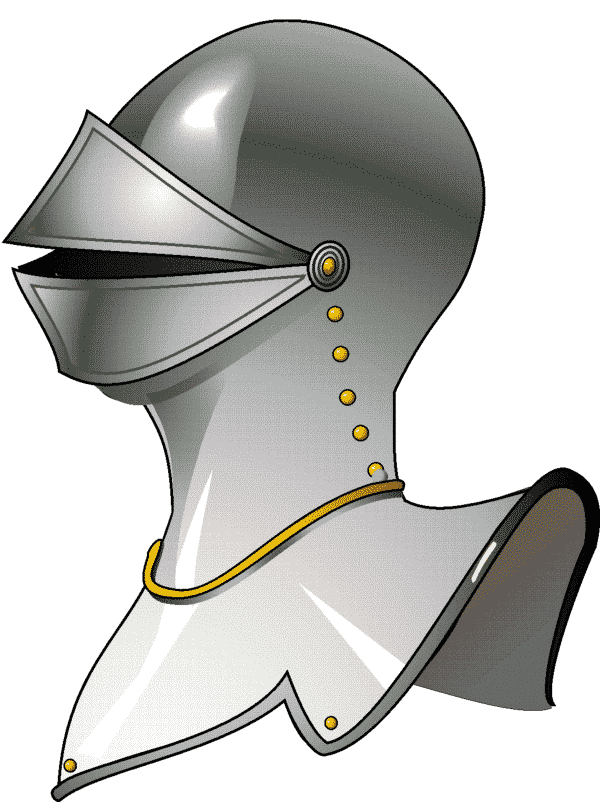
elmo di nobile
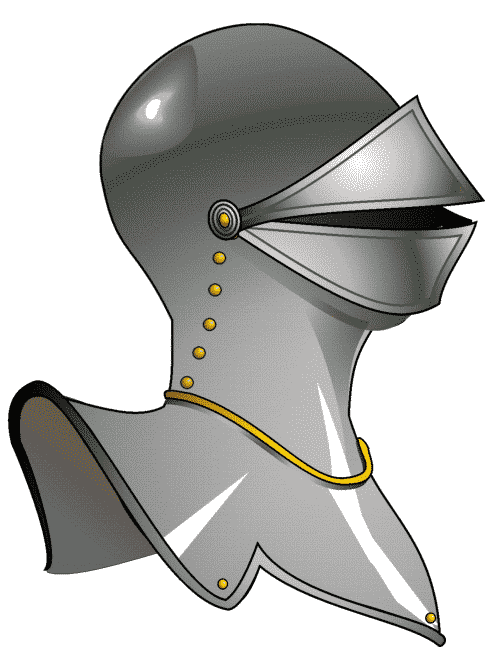
elmo di bastardo

La blasonatura da utilizzare sarà: lo scudo è timbrato da un elmo da ... graticolato di .. affibbiature ....